# Akragas 2018
El S.S.D. Akragas 2018 es un club de fútbol de Italia, con sede en Agrigento, en Sicilia. Fue fundado en 1929 y refundado en varias ocasiones.

## Historia

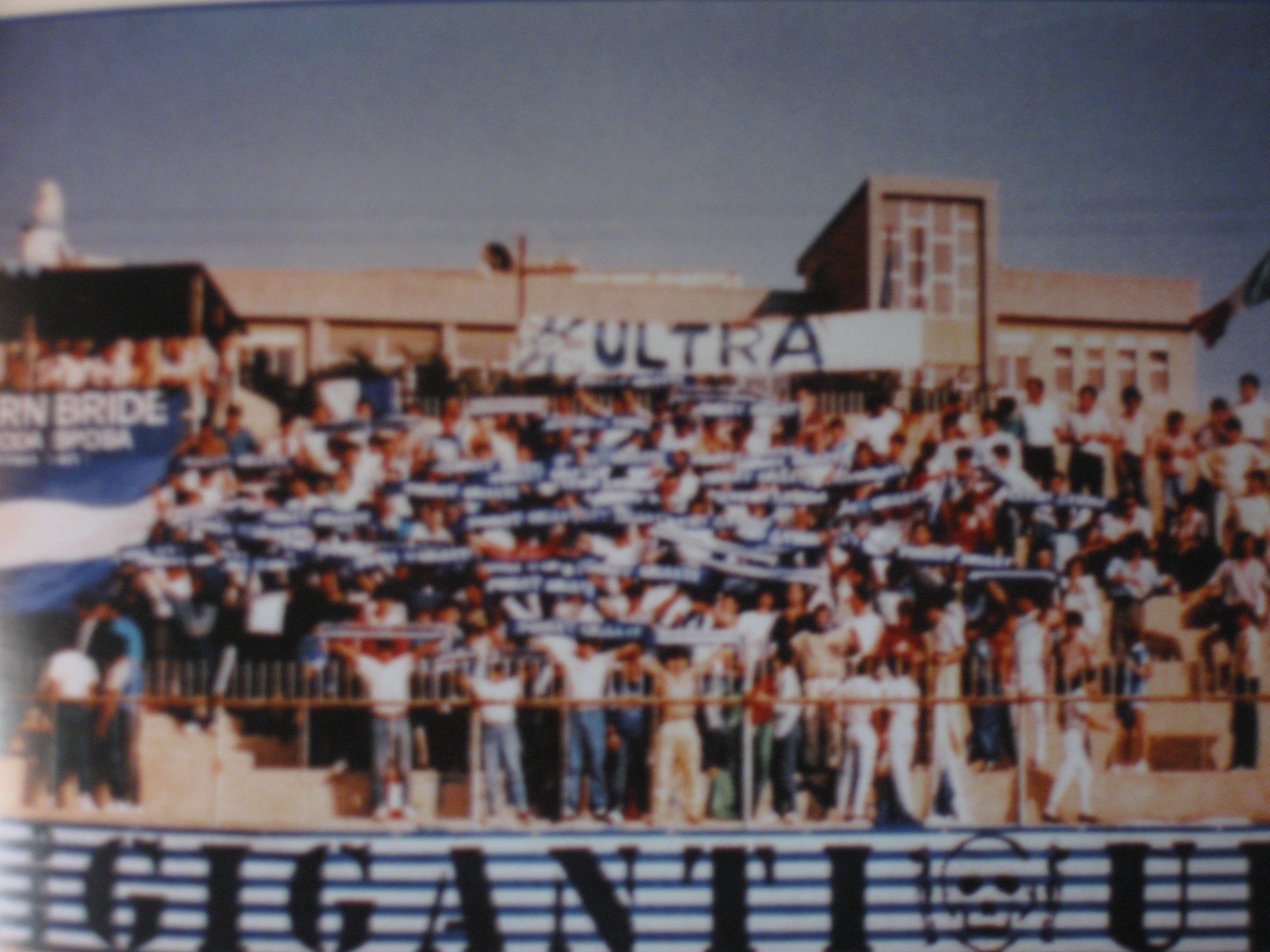
Hinchada del Akragas en los años 1980.

Fue fundado en el año 1929 como A.C. Agrigento. El club luego de jugar en las divisiones regionales en Italia consiguió el ascenso a la Serie C en la temporada 1939/40, pero al final de los años 1940s retornaron a las ligas regionales y en 1952 terminó desapareciendo por problemas financieros.
En 1939 fue fundado el primer club llamado Akragas (Ἀκράγας es el nombre en griego antiguo de Agrigento), que quebró en 1989 y refundado varias veces en los años siguientes como Unione Sportiva Agrigento-Favara, Unione Sportiva Agrigento-Hinterland, Akragas Calcio, Associazione Calcio Akragas Città di Agrigento y Associazione Sportiva Akragas.
Una nueva entidad nació en el 2011 tras la quiebra del Akragas Calcio y la fusión con el Agrigentina. En el año 2015 logra el ascenso a la Lega Pro.

## Palmarés

### Torneos interregionales
- Serie D (2): 1980-81 (Grupo F), 2014-15 (Grupo I)
- Campionato Interregionale (1): 1990-91 (Grupo L)

### Torneos regionales
- Promozione Sicilia (2): 1956-57, 1977-78 (Grupo A)
- Eccellenza Sicilia (2): 2012-13 (Grupo A), 2022-23 (Grupo A)
- Prima Categoria Sicilia (1): 1996-97
- Seconda Categoria Sicilia (1): 1995-96 (Grupo M)
- Copa Italia de Aficionados Sicilia (1): 2005-06
- Copa Sicilia (1): 1996-97 (Grupo H)